# فرودگاه بین‌المللی رابرت ل. بریدشو
فرودگاه بین‌المللی رابرت ل. بریدشو (به انگلیسی: Robert L. Bradshaw International Airport) یک فرودگاه همگانی با کد یاتا SKB است که یک باند فرود آسفالت دارد و طول باند آن ۲۴۳۹ متر است. این فرودگاه در شهر باستر کشور سنت کیتس و نویس قرار دارد.